# 帶我到教堂
《帶我到教堂》（英語："Take Me to Church"）是爱尔兰艺人赫齊爾在2013年创作的一支单曲，收录在他的同名EP中。该单曲也是他的首张专辑《赫齊爾》的第一首歌。《带我到教堂》在2013年10月登上爱尔兰单曲榜的第二位，并停留四周之久。2014年5月，赫齊爾在大卫·莱特曼晚间秀现在表演该单曲。2014年6月24日，哥伦比亚唱片将该单曲送到美国现代摇滚电台打榜。

## 背景与创作
《带我到教堂》创作于2013年，写作这首歌曲时，赫齐尔尚未成名，时常在都柏林各种开放麦现场演唱。在此间隙，他在自己父母位于爱尔兰威克洛郡布雷的家中写作了这首歌曲，并在阁楼里录制了一段小样。他后来表示：“这首歌的人声部分是凌晨两点钟在我家阁楼里录制的，所以这首作品的的确确是自制的。”独立音乐厂牌Rubyworks Records对小样表示赏识，并派出其名下制作人Rob Kirwan参与音乐制作。音乐保留了小样中赫齐尔自己录制的人声部分。
在歌词写作方面，《带我到教堂》全曲将恋人比作宗教。这首歌的创作灵感来自于赫齐尔对爱尔兰天主教的思考与不满。他在《滚石》杂志的采访中表示：“在成长过程中，我总是在看到天主教会的虚伪。它的历史是不言自明的，我为此感到十分沮丧和愤怒。我基本上就是把这种情感写进了歌词中。”歌词中还有关于性的暗示，例如将性行为比作死亡和宗教仪式。他在采访中说：“性行为是最合乎人本性的事物之一……然而像教会这样的机构却通过其教义，成功地传授了关于性取向的羞耻感，从而破坏了人性……这首歌讲述的是通过爱的行为来坚持自我，重拾人性。”此外，写作这首歌时，赫齐尔刚刚经历了与女友的分手，关于此他曾对《爱尔兰时报》表示：“我发现爱上一个人的感觉和死亡一样，一种一切都死去的感觉。就像你看着自己以一种体面的方式死去，你会在最短暂的一刻体会到——当你信任这个人并以对方的眼睛看到自己——你曾相信的有关自己的一切都已经消逝。”然而他也表示这首歌并非写给特定的某个人。

## 音乐录影带
《帶我到教堂》的音乐录影带在2013年9月25日发行，由布雷丹·凯蒂执导。整部影片以黑白摄像，讲述了一对男同性恋人在恐同社区遭到的暴力伤害。赫齊爾本人没有在音乐录影带中出镜。
赫齊爾表示这支录影带是对近期全球出现的针对LGBT的暴力活动的回击，特别是最近发生在俄罗斯的反LGBT事件。他在爱尔兰《国家》杂志的采访中说，“这首歌表达了人性最自然的一面，以及人性的这一面如何不断被宗教组织伤害，而宗教人士仍使得人们相信这样做是有利于人的利益。最近发生在俄罗斯的事情就像噩梦一般。我建议将这些主题添加到这个故事中，布雷丹很喜欢这个想法。”

## 翻唱
英国女子团体Neon Jungle翻唱了《帶我到教堂》，并收录在她们的首张录音室专辑《Welcome to the Jungle》的豪华版中。除此之外也有数位艺人翻唱过该单曲，包括Kiesza，Orala Gartland和艾德·希兰。

## 榜单和认证
| 榜单 （2013年–2014年）                            | 最高 排位 |
| ------------------------------------------------- | --------- |
| 澳大利亚（澳大利亚唱片业协会單曲榜）              | 2         |
| 奥地利（Ö3四十强单曲榜）                          | 1         |
| 比利时佛兰德（Ultratop五十强单曲榜）              | 1         |
| 比利时瓦隆（Ultratop五十强单曲榜）                | 2         |
| 加拿大（Canadian Hot 100）                        | 2         |
| 加拿大（《告示牌》Canada AC）                     | 23        |
| 加拿大（《告示牌》Canada CHR）                    | 5         |
| 加拿大（《告示牌》Canada Hot AC）                 | 2         |
| 加拿大（《告示牌》Canada Rock）                   | 13        |
| 克罗地亚 (Airplay Radio Chart)                    | 5         |
| 捷克（電台百強單曲榜）                            | 3         |
| 捷克（百強數位單曲榜）                            | 1         |
| 丹麥（Hitlisten单曲榜）                           | 4         |
| 歐洲（《告示牌》Euro Digital Song Sales）         | 2         |
| 芬兰（芬蘭官方單曲榜）                            | 4         |
| 法国（法國唱片出版業公會單曲榜）                  | 2         |
| 希腊 (Billboard Digital Songs)                    | 1         |
| 匈牙利（四十强电台榜）                            | 37        |
| 匈牙利（四十強單曲榜）                            | 1         |
| 冰岛 (Tonlist Lagalistinn)                        | 1         |
| 愛爾蘭（愛爾蘭唱片音樂協會单曲榜）                | 2         |
| 意大利（意大利音乐产业联盟单曲榜）                | 1         |
| 黎巴嫩 (The Official Lebanese Top 20)             | 1         |
| 盧森堡（《告示牌》Luxembourg Digital Song Sales） | 1         |
| 荷兰（荷蘭四十強單曲榜）                          | 2         |
| 荷兰（百强单曲榜）                                | 2         |
| 新西兰（新西兰唱片音乐协会单曲榜）                | 2         |
| 挪威（世道單曲榜）                                | 2         |
| 波蘭（波蘭百大電台榜）                            | 1         |
| 蘇格蘭（官方榜单公司單曲榜）                      | 3         |
| 斯洛伐克（電台百強單曲榜）                        | 28        |
| 斯洛伐克（百強數位單曲榜）                        | 1         |
| 瑞典（瑞典最熱榜）                                | 1         |
| 瑞士（瑞士热门音乐榜）                            | 1         |
| 英國（官方榜单公司單曲榜）                        | 2         |
| 美国（《告示牌》百大單曲榜）                      | 2         |
| 美國（《告示牌》Hot Rock Songs）                  | 1         |
| 美國（《告示牌》Rock Airplay）                    | 3         |
| 美國（《告示牌》Adult Alternative Songs）         | 1         |
| 美國（《告示牌》Alternative Airplay）             | 2         |
| 美國（《告示牌》成人當代單曲榜）                  | 14        |
| 美國（《告示牌》Adult Pop Airplay）               | 1         |
| 美國（《告示牌》Dance Club Songs）                | 50        |
| 美國（《告示牌》Pop Airplay）                     | 2         |

| 地區                         | 认证 | 认证单位/销量 |
| ---------------------------- | ---- | ------------- |
| 比利时（比利時唱片音樂協會） | 金   | 15,000*       |
| *僅含認證的實際銷量          |      |               |

## 发行历史
| 发行地区 | 日期          | 发行形式         | 厂牌         |
| -------- | ------------- | ---------------- | ------------ |
| 美国     | 2014年2月24日 | 成人专辑另类电台 | 哥伦比亚唱片 |
| 爱尔兰   | 2014年3月20日 | 数字下载         | Rubyworks    |
| 美国     | 2014年6月24日 | 现代摇滚电台     | 哥伦比亚唱片 |
| 美国     | 2014年9月8日  | 成人现代电台     | 哥伦比亚唱片 |
| 美国     | 2014年9月16日 | 现代点击电台     | 哥伦比亚唱片 |